# Megachile lapponica
Megachile lapponica là một loài ong trong họ Megachilidae. Loài này được Thomson miêu tả khoa học đầu tiên năm 1872.